# Tadako Urata
Tadako Urata (宇良田 唯子, Urata Tadako, 3. března 1873 Ušibuka, Kumamoto – 18. července 1936 Tokio) byla japonská lékařka. Byla první ženou a Japonkou, která vystudovala oftalmologii v Německu. Spolu s manželem provozovala v letech 1912–1932 kliniku v Tchien-ťin v Číně.

## Životopis
Narodila se v Ušibuka (nyní součást města Amakusa) v prefektuře Kumamoto jako dcera spisovatele a obchodníka Genšóa Uraty. Studovala na lékárnici v Kumamoto a poté v roce 1899 získala lékařskou licenci v Tokiu. Studovala infekční nemoci v Institutu Šibasaburóa Kitasaty pro studium infekčních nemocí. V roce 1903 odjela do Německa studovat oftalmologii jako jedna z prvních Japonek, které se rozhodly získat vysokoškolský titul v zahraničí. Urata získala doktorát na univerzitě v Marburgu v roce 1905. Její disertační práce byla na téma prevence novorozenecké gonokokové konjunktivitidy. Její disertační výzkum byl publikován jako „Experimentelle Untersuchungen über den Wert des sogenannten Credéschen Tropfens” v časopise Ophthalmologica. Urata nebyla pouze první Japonkou, ale také první ženou, která získala lékařský titul na univerzitě v Margburgu. Tento milník byl publikován i v zahraničí v denním tisku a v odborných časopisech. Urata se v roce 1906 vrátila do Japonska a otevřela si oftalmologickou praxi v Tokiu. V letech 1912–1932 s manželem provozovala kliniku v Tchien-ťin v Číně. Byla členkou Japonské ženské lékařské asociace a japonská vláda jí udělila čestný titul profesorky medicíny.

### Soukromí a odkaz
Urata byla v mládí krátce vdaná, ale manželství opustila, aby pokračovala ve svém studiu. V roce 1911 si vzala svého kolegu, lékaře Tsunesaburóa Nakamuru. V době své smrti v roce 1936 v Tokiu byla již vdovou.
V roce 1992 ji prefektura Kumamoto jmenovala „Osobností kulturních zásluh”. V jejím rodném městě stojí její pomník.